# Mickel Miller
Mickel Carlos Miller (Croydon, 2 dicembre 1995) è un calciatore inglese, centrocampista dell'Huddersfield Town.

## Carriera
Ha iniziato a giocare a calcio nelle giovanili dei semiprofessionisti del Carshalton Athletic, con cui dopo essere stato aggregato alla prima squadra all'inizio della stagione 2013-2014 il 15 aprile 2014 ha esordito in prima squadra, in una partita di Isthmian Football League (settima divisione inglese) vinta per 1-0 in trasferta contro il Leiston. A fine anno, con la squadra appena retrocessa nella South Division della Isthmian League (ottava divisione) firma il suo primo contratto con il club, di durata biennale. Nella stagione 2016-2017 gioca tutte le partite di campionato in programma, mantenendosi nella formazione titolare anche nelle stagioni seguenti e partecipando alla vittoria del campionato (con conseguente ritorno in settima divisione) nella stagione 2017-2018. Il 20 gennaio 2018 viene ceduto a titolo definitivo all'Hamilton Academical, club della prima divisione scozzese; il 10 marzo 2018 fa il suo esordio con il club (nonché tra i professionisti) in una partita di campionato vinta per 1-0 in casa contro il Motherwell. Nel corso della stagione gioca poi altre 5 partite, mentre nella stagione 2018-2019 con 5 reti (in 31 partite giocate) è il capocannoniere stagionale degli Aggies, con i quali invece durante la stagione 2019-2020 segna 3 reti in 21 presenze (con campionato interrotto a stagione in corso per via della pandemia di Covid-19). Nella stagione 2020-2021 passa al Rotherham Utd, club con cui gioca 9 partite nella seconda divisione inglese, retrocedendo a fine anno in terza divisione, categoria in cui peraltro dal mese di gennaio del 2021 gioca in prestito, al Northampton Town, disputandovi 12 partite. Dopo un'ulteriore stagione al Rotherham United (23 presenze e 3 reti in terza divisione, con in aggiunta la vittoria di un Football League Trophy) nella stagione 2022-2023 vince la Football League One con il Plymouth, club con il quale nella stagione 2023-2024 realizza invece una rete in 34 presenze in seconda divisione. Nell'estate del 2024 scende nuovamente in terza divisione, all'Huddersfield Town; dopo aver giocato 14 partite, viene riconfermato in rosa anche per la stagione 2025-2026, a sua volta giocata in questa categoria.

## Palmarès

### Club

#### Competizioni nazionali
- Isthmian Football League South Division: 1

Carshalton Athletic: 2017-2018
- Football League Trophy: 1

Rotherham United: 2021-2022
- Football League One: 1

Plymouth: 2022-2023